# Willard Louis
Ne doit pas être confondu avec Will Louis.
Willard Louis (1882–1926) est un acteur, réalisateur et scénariste du cinéma américain.

## Biographie
Il décède le 22 juillet 1926 d'une pneumonie et de la fièvre typhoïde alors que les deux films dans lesquels il tourne, Don Juan et The Honeymoon Express sont en production.

## Filmographie partielle

### Lubin Manufacturing Company
- 1911 : When Women Strike (CM) : John Matthews - The Husband (as William Lewis)
- 1911 : Archibald the Hero (CM) (as William Louis)
- 1911 : A Gay Time in New York City de Arthur Hotaling (CM) : Arthur
- 1911 : Mr. and Mrs. Suspicious (CM) : Mr. Suspicious (as William Lewis)
- 1912 : Just Married (CM) : Short Actor (as William Louis)
- 1912 : A Gay Time in Quebec (CM) : Hans (as William Lewis)
- 1913 : Shirts and Shocks (CM) (as Will Louis)
- 1915 : Spaghetti a la Mode de Willard Louis : Antonio (as Will Louis)
- 1915 : The Haunted Hat de Willard Louis (CM) : The Boss (as Will Louis)
- 1916 : The Battle Royal (CM) : Revenue Officer (as Will Louis) Vim Comedy Film Company

### Fox Film Corporation
- 1916 : Fighting Blood de Oscar Apfel : Big Bill
- 1916 : A Man of Sorrow de Oscar Apfel
- 1916 : The Battle of Hearts de Oscar Apfel : Capitaine Rhodes
- 1916 : The Man from Bitter Roots de Oscar Apfel :  J. Winfield Harrah
- 1916 : The End of the Trail de Oscar Apfel : Pierre 'Devil' Cabot
- 1916 : The Fires of Conscience de Oscar Apfel : Doc Taylor
- 1916 : The Love Thief de Richard Stanton : William Nelson
- 1917 : The Island of Desire de Otis Turner : Sam Sweet
- 1917 : One Touch of Sin de Richard Stanton : Watt Tabor
- 1917 : Un drame d'amour sous la Révolution (A Tale of Two Cities) de Frank Lloyd : Mr CJ Stryver
- 1917 : High Finance de Otis Turner : Pringle
- 1917 : The Price of Her Soul de Oscar Apfel : Pierre
- 1917 : Volonté (American Methods) de Frank Lloyd : Mr Moulinet
- 1917 : The Book Agent de Otis Turner : Révérend A. Ginem
- 1917 : To Honor and Obey de Otis Turner : Alphonse Kronin
- 1917 : The Scarlet Pimpernel de Richard Stanton : Mr Jellyband
- 1917 : A Branded Soul de Bertram Bracken : Pedro
- 1917 : Madame Du Barry de J. Gordon Edwards : Guillaume DuBarry
- 1917 : For Liberty de Bertram Bracken : Heinie Swartz
- 1918 : The Blindness of Divorce de Frank Lloyd : Robert White
- 1918 : Her One Mistake de Edward LeSaint : Detective Scully
- 1918 : The Bird of Prey de Edward LeSaint : Pedro Vasquale
- 1918 : Kultur de Edward LeSaint : Baron von Zeller

### Divers
- 1919 : The Scarlet Shadow de Robert Z. Leonard : Joseph Fleming - Universal Film
- 1919 : What Am I Bid? de Robert Z. Leonard : Abner Grimp - Universal Film
- 1919 : Les Blés d'or (The Unpainted Woman) de Tod Browning : Helnie Lorber - Universal Film
- 1919 : Love Insurance de Donald Crisp : Trimmer - Paramount Pictures
- 1919 : The Merry-Go-Round de Edmund Lawrence : Jerry Crump - Fox Film Corp.
- 1919 : Tentations (The Loves of Letty) de Frank Lloyd : Bernard Mandeville - Goldwyn Pictures
- 1919 : Jubilo de Clarence G. Badger : Punt - Goldwyn Pictures
- 1920 : Le boulanger n'a plus d'écus (Dollars and Sense) de Harry Beaumont : Geoffrey Stanhope - Goldwyn Pictures
- 1920 : Adieu, whisky ! (The Great Accident) de Harry Beaumont : Amos Caretall - Goldwyn Pictures
- 1920 : Going Some de Harry Beaumont : Larry Glass - Eminent Authors Pictures Inc.
- 1920 : Madame X de Frank Lloyd : M. Merival - Goldwyn Pictures
- 1920 : A Slave of Vanity de Henry Otto : Frederick Maldonado - Robertson-Cole Pictures
- 1921 : Roads of Destiny de Frank Lloyd : McPherson - Goldwyn Pictures
- 1921 : Moonlight and Honeysuckle de Joseph Henabery : Senator Baldwin - Realart Pictures Corp.
- 1921 : The White Mouse de Bertram Bracken (CM) - Selig-Rork Productions
- 1922 : Too Much Wife de Thomas N. Heffron : Tom Hare - Realart Pictures Corp.
- 1922 : The Man Unconquerable (en) de Joseph Henabery : Governor of Papeete - Famous Players-Lasky Corp.
- 1922 : Robin des Bois (Robin Hood)  d'Allan Dwan : frère Tuck - Douglas Fairbanks Pictures
- 1922 : Only a Shop Girl de Edward LeSaint : James Watkins - Columbia Pictures
- 1923 : Vanity Fair d'Hugo Ballin : Joseph Sedley - Hugo Ballin Productions
- 1923 : Daddy de E. Mason Hopper : Impresario - Jackie Coogan Productions
- 1923 : McGuire of the Mounted de Richard Stanton : Bill Lusk - Universal Pictures
- 1923 : The French Doll de Robert Z. Leonard : Joseph Dumas - Tiffany Productions
- 1923 : The Marriage Market de Edward LeSaint : Seibert Peckham - Columbia Pictures
- 1924 : Une dame de qualité (A Lady of Quality) de Hobart Henley : The Tavern Keeper - Universal Pictures
- 1924 : Daddies de William A. Seiter : Henry Allen - Warner Bros. Pictures
- 1924 : Pal o' Mine de Edward LeSaint : Sam Hermann - Columbia Pictures
- 1924 : Don't Doubt Your Husband de Harry Beaumont : Mr. Ruggles - Metro Pictures
- 1928 : Un certain jeune homme (A Certain Young Man) de Hobart Henley

### Warner Bros. Pictures
- 1924 : Beau Brummel de Harry Beaumont : Prince of Wales
- 1924 : Broadway After Dark de Monta Bell : Slim Scott
- 1924 : Babbitt de Harry Beaumont : George F. Babbitt
- 1924 : Her Marriage Vow de Millard Webb : Arthur Atherton
- 1924 : Trois Femmes (Three Women) de Ernst Lubitsch : Harvey Craig
- 1924 : La Comtesse Olenska (The Age of Innocence) de Wesley Ruggles : Philanderer
- 1924 : The Lover of Camille de Harry Beaumont : Robillard
- 1925 : A Broadway Butterfly de William Beaudine : Charles Gay
- 1925 : The Man Without a Conscience de James Flood : Amos Mason
- 1925 : Eve's Lover de Roy Del Ruth : Austin Starfield
- 1925 : Ma femme et son flirt (Kiss Me Again) de Ernst Lubitsch : Dr. DuBois
- 1925 : The Love Hour de Herman C. Raymaker : Gus Yerger - Vitagraph Company
- 1925 : The Limited Mail de George W. Hill : Joe Potts
- 1925 : Hogan's Alley de Roy Del Ruth : Michael Ryan
- 1925 : Three Weeks in Paris de Roy Del Ruth : Gus Billikins
- 1925 : His Secretary de Hobart Henley : John Sloden - Metro-Goldwyn-Mayer
- 1926 : The Love Toy de Erle C. Kenton : King Lavoris
- 1926 : Mademoiselle Modiste de Robert Z. Leonard : Hiram Bent - Corinne Griffith Prod.
- 1926 : Gagnant quand même (The Shamrock Handicap) de John Ford : Orville Finch - Fox Film Corp.
- 1926 : The Passionate Quest de J. Stuart Blackton : Matthew Garner
- 1926 : Don Juan de Alan Crosland : Pedrillo
- 1926 : The Honeymoon Express de James Flood : John Lambert